# Lobo (Indonésie)
Pour les articles homonymes, voir Lobo.
Lobo est une ville d'Indonésie située dans la province de Papouasie occidentale.